# Убур-Киреть
Убу́р-Кире́ть (бур. Yбэр Хэрээтэ) — село в Кяхтинском районе Бурятии. Входит в сельское поселение «Тамирское».

## География
Расположено на автодороге местного значения Верхние Мурочи — Унгуркуй — Тамир, на речке Киреть (правый приток Кудары), у южных отрогов Малханского хребта, в 15 км к западу от центра сельского поселения — села Тамир, и в 75 км к востоку от районного центра — города Кяхта.

## История
Село встречается в документах как минимум с 1765 года, оно вошло под названием деревни Кирецкой в ревизские сказки 3 ревизии по Селенгинскому дистрикту Иркутской провинции. В 1805 году относилось к Урлуцкой волости.
В 1878 году село под названием Киретский посёлок входило в состав Кударинской станицы Забайкальского казачьего войска на правах поселкового общества.
Позднее входило в состав Тамирской волости Верхнеудинского округа Забайкальской области, позднее в Троицкосавский округ Забайкальской области. В советское время входило в Тамирский сельсовсет Кяхтинского района (аймака) Бурято-Монгольской АССР, с 1943 по 1959 годы — в Кударинский район (аймак).
В 2011 году были сельское поселение Убур-Киретское вошло в состав Тамирского.
В 1838 году в селении проживало православных 47 лиц мужского пола, безпоповцев 40 лиц.
Численность населения в 1896 году 567 человек, 95 дворов.
В 1898 году проживало 659 человек, включая одну ссыльную семью.
В 1916 году было 150 дворов.
В 1894 году открылась церковно-приходская школа. Первой учительницей была Римма Позднякова. В школе учились 40-50 детей. Попечителем школы был кяхтинский купец И. А. Басов.

## Население
| 2002 | 2010 |
| ---- | ---- |
| 396  | ↘292 |